# スターライト・キッド
スターライト・キッドは、日本の女性プロレスラー。スターダム所属。血液型O型。団体が極秘で育てた初の生え抜き覆面レスラー。

## 所属
- スターダム（2015年 - ）

## 来歴

### 2015年
- スターダム7期生。ロッシー小川は最初「スター・キッド」というリングネームを考えていた[2] が、現リングネームでデビュー。10月11日、後楽園ホール大会にて米山香織、渡辺桃との3WAYでデビューしたが、勝敗に絡めず終わった[3][4][5]。
- 11月8日、新木場1stRING大会で行われたGODDESSES OF STARDOM 2015に同日デビューした美邑弘海と組み、1回戦で渡辺桃&ダトゥーラ[注 1]組と対戦するが、美邑が渡辺の蒼魔刀→エビ固めに屈する[7]。以降、美邑とタッグを組むことが多くなる。

### 2016年
- 4月29日、後楽園ホール大会ダークマッチに出場。仁科鋭美と組むが米山香織のダブルリスト・アームサルトに沈む[8][9][10]。5月15日はオープニング6人タッグマッチに出場[11][12][13]。5月29日にはクリス・ウルフ復帰戦の相手を務めるも[14] 6月16日・後楽園ホール大会を最後に欠場（米山香織＆アレックス・リー、あずみ戦。パートナーは万喜なつみ、七星アリス）[15]。
- 11月20日、同期のルアカデビュー戦ではスウェット姿でセコンドとして来場[16][17][18]。12月22日・後楽園大会では七星アリスとルアカのセコンドとして来場し[19]、試合後はあずみにその場跳びムーンサルトを決めた[20]。

### 2017年
- 6月11日、新木場1stRING「Shining Stars2017」でのAZM&ルアカ戦（パートナーはエッサ）で約1年ぶりに復帰[21][22]。週刊プロレス誌上では受験勉強のための長期欠場だったことが明かされた[23][注 2]。

### 2018年
- 3月28日、後楽園ホール大会で、新設された、フューチャー･オブ･スターダム王座決定トーナメント決勝で渋沢四季を破り、初代チャンピオンとなる[25]。
- 5月27日、大阪・コミュニティプラザ平野大会・昼の部で紫雷イオとシングル初対戦[26]。イオの使うセカンドロープからのムーンサルトやヨシタニックを繰り出すも敗北[27]。しかし、観衆から高い評価を得た[28]。同日にAZMからのフューチャー王座への挑戦表明を受け、6月3日・札幌マルスジム大会での防衛戦が決定した。
- 6月3日、札幌マルスジム大会でAZMとのフューチャー選手権を行い、15分時間切れ引き分けで、三度目の防衛[29][30]。
- 9月30日、名古屋国際会議場大会で羽南とのフューチャー選手権を行い、四度目の防衛に成功[31]。
- 11月23日、後楽園ホール大会でナツミとのフューチャー選手権を行い、五度目の防衛に成功[32][33]。

### 2019年

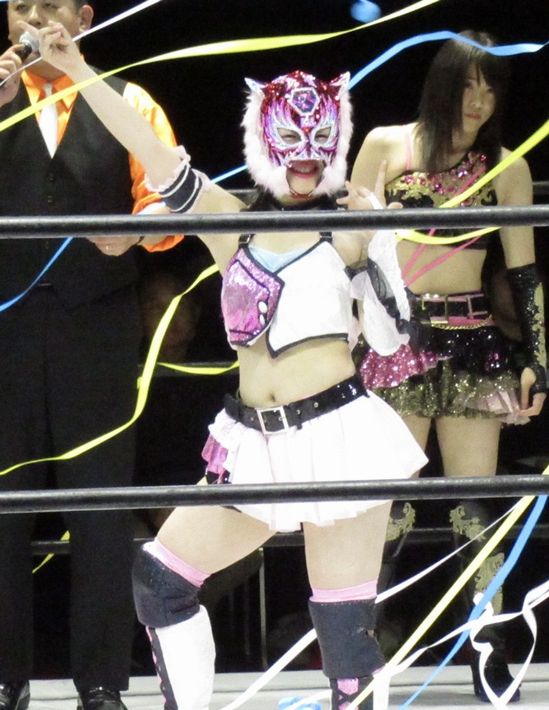
2019年のコスチューム

- 1月3日、新木場1stRING大会で林下詩美とのフューチャー選手権を行い、六度目の防衛に失敗[34][35]。

### 2020年
- 11月20日、上野恩賜公園野外ステージで、女子プロレス合同興行「Assemble vol.2」のスターダム提供試合に飯田沙耶とタッグを組み参戦。上谷沙弥＆AZM組に敗れる[36]。
- 12月13日、ディアナの新宿FACE大会に単独で参戦。梅咲遥と対戦し時間切れ引き分け[37] 梅咲には無い空中技はディアナの観客を沸かせた[38]。

### 2021年

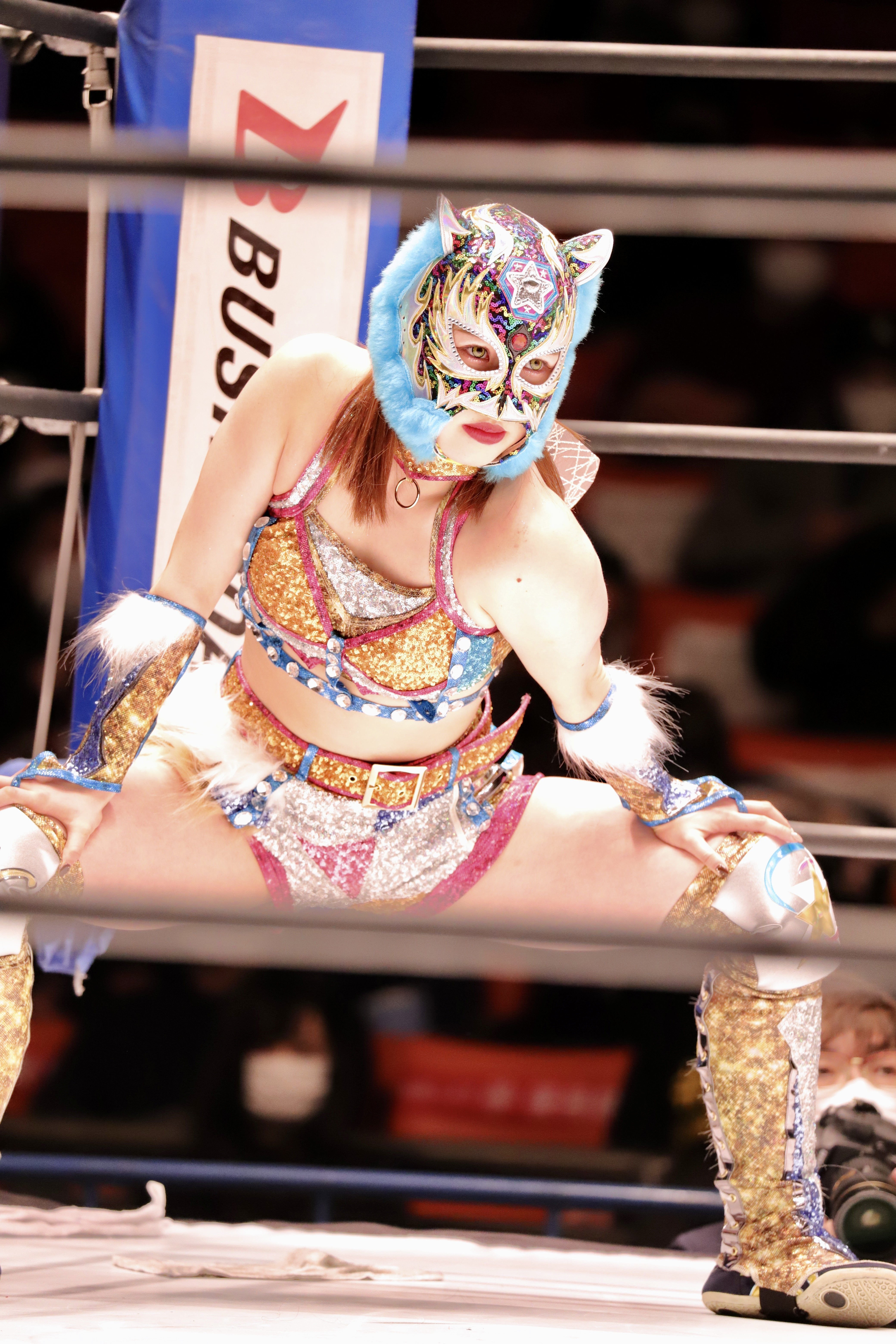
2021年2月時点のコスチューム

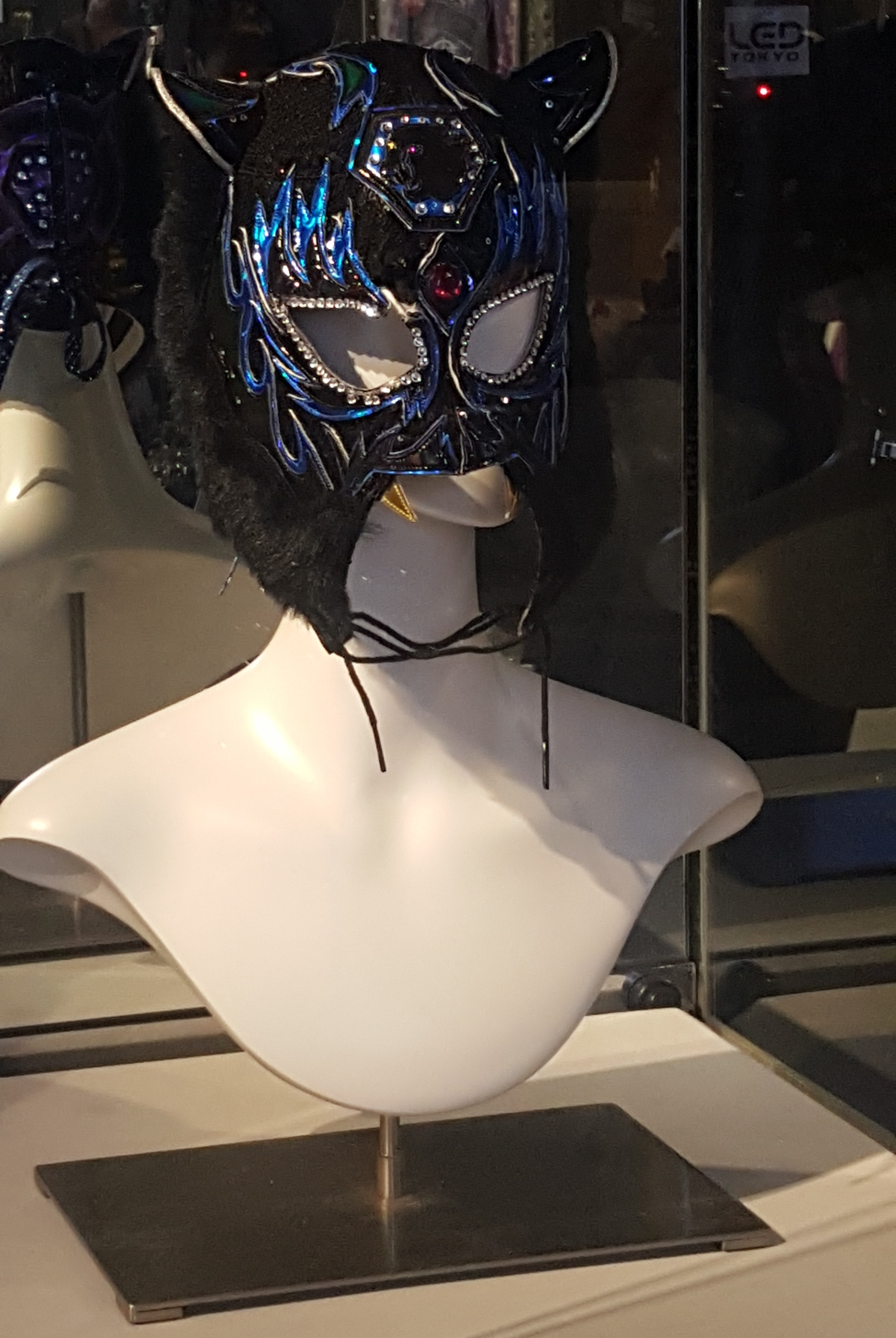
大江戸隊時代のマスク（2021年撮影）

- 2月13日、後楽園大会でジュリアの持つワンダー・オブ・スターダム王座に挑戦するも敗北。試合後にジュリアによってマスクが引き裂かれた[39][40]。
- 3月6日、上野恩賜公園野外ステージで「Assemble vol.4」に引き続き出場。タッグパートナーは岩谷麻優。渡辺桃＆AZM組に勝利[41]。

#### 闇堕ち
- 6月12日、大田区総合体育館大会で大江戸隊と全面戦争イリミネーションマッチで敗れ、大江戸隊に強制加入[42][43]。
- 7月4日、横浜武道館大会で新テーマ曲・新コスチュームのニュースタイルで入場。闇堕ち空虎として反則行為も見せた[44]。この日、大江戸隊リーダー刀羅ナツコが負傷する。復帰は2022年11月4日で[45]、1年4カ月にわたる長期欠場となる。リーダー不在を補う形でメンバーそれぞれが前に出るようになる。キッドも自分を主張し始めるがそれにあわせてヒールターンを批判するファンの声も強くなる[46][47]。
- 7月6日のSTARSとの6人タッグ終了後、キッド奪還を熱望する岩谷に小波が1対5の勝負を提案し岩谷が承諾。試合は7月17日に決定[48]。7月10日のSTARSとのタッグマッチで岩谷に鉄パイプで殴りかかる琉悪夏をキッドは制止する。試合後のコメントで岩谷はまだ希望があると告げる[49][50]。
- 7月17日、ベルサール高田馬場大会で岩谷麻優と大江戸隊5人による1vs5スターライト・キッド奪還マッチが行われ、岩谷麻優が大江戸隊全員に勝利するも、キッドはSTARSに戻ることを拒否。対角から超えて最大のライバルになることを言い残し、大江戸隊に改めて加入を宣言した[51][52]。
- 8月29日、5☆STAR GP 2021ベルサール汐留大会、ハイスピード選手権試合にて王者・なつぽいと激闘の末、「スター・スープレックス・ホールド」で3カウントフォール勝ち、第21代ハイスピード新王者となった[53][54]。

### 2022年
- 2月9日、週刊プロレスの表紙に初めて単独で登場する[55][56][注 3]。
- 2月23日、長岡大会でAZMとのハイスピード選手権試合を行い、六度目の防衛に失敗[58][59]。
- 3月11日、品川インターシティホールで開催されたスターダムの新設した若手大会、『NEW BLOOD 1』に参戦。琉悪夏と組み、 ディアナ代表として参加した梅咲遥、ななみ組に勝利[60]。
- 3月27日、スターダム両国国技館大会にて行われた『LECクリンぱっ！Presents STARDOM WORLD CLIMAX 2022 ～The Top～』にて、復帰二戦目のKAIRIとシングル対決するも敗れる。[61]
- 4月3日、立川ステージガーデンで行われた『CINDERELLA TOURNAMENT 2022 開幕戦』において、一回戦でなつぽいと対戦するも惜敗。[62]
- 4月10日、大阪府・エディオンアリーナ大阪第2競技場にて行われたスターダム『CINDERELLA TOURNAMENT 2022／2回戦』でゴッデス・オブ・スターダム王者として渡辺桃、スターライト・キッド組がジュリア、テクラ組と対戦。初防衛に成功。[63]
- 4月15日、60周年を迎える“格闘技の聖地”後楽園ホールの還暦を祝うメモリアル大会『後楽園ホール還暦祭』としてに行われる「女子プロレスドリームフェスティバル」メイン6人タッグマッチに出場。尾崎魔弓（OZアカデミー）・雪妃魔矢（OZアカデミー）との越境タッグが実現。[64]
- 5月28日、大田区総合体育館大会にて、鹿島沙希、渡辺桃と組み、「舞ひめぽい」（舞華、ひめか、なつぽい）に勝利しアーティスト・オブ・スターダム王座を自身7度目の挑戦で初戴冠[65][66]。
- 8月13日、同日にテレビ朝日で放送された「プロレス総選挙」にて総合11位（女子1位）にランクインする[67]。

### 2023年
- 5月10日、「SLK STYLE〜スターライト・キッド スタイルブック〜」発売。

### 2024年

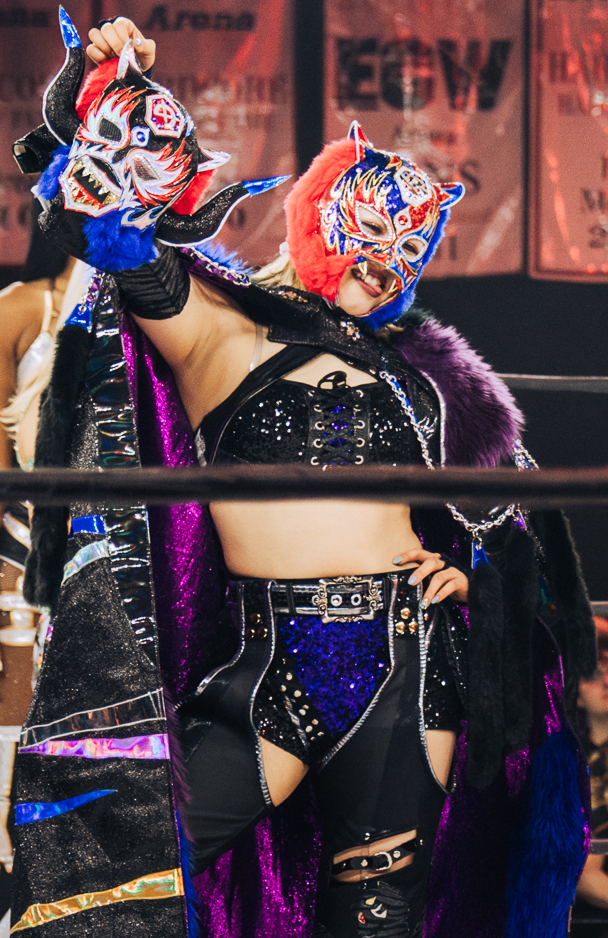
2024年のコスチューム

- 4月27日、ゴッデス・オブ・スターダム選手権試合の4WAYマッチ敗戦後に大江戸隊から追放された[68]。

#### NEO GENESIS
- 7月27日、自らが中心となった新ユニット「NEO GENESIS」結成[69]。
- 12月29日、両国国技館大会で、なつぽいが持つワンダー・オブ・スターダム王座に挑戦し、5度目の挑戦で悲願の王座奪取となった[70][71]。

## 人物
年齢非公開であるが、Twitter上では誕生日を8月18日としており、ブログ上では2020年3月に高校卒業を報告していることから2001年生まれと思われる。また2022年成人式とも伝えられる。素顔も非公開であるが、ブログなどでは顔の一部分を隠す形で公開 している。
試合時やレスラー仲間からはキッド、ファンはネット上でキッちゃんと呼ぶ者も多い。
弟がいる。元々母親が全日本女子プロレスの追っかけで、NEO女子プロレスに移籍してからも井上京子のファンであり、実家には女子プロレスのDVDがたくさんあったこともあって子供の頃から女子プロレスには慣れ親しんでいた。NEOのレスラーでは田村欣子が好きだったと話している。スターダムには、中学生時代の2014年6月1日の夏樹☆たいようの引退試合を客として親と一緒に観戦しに行き、その後も2015年に一人で後楽園ホールへ観戦に行っていた。
2021年4月10日放送、日本テレビの「有吉反省会」に出演し覆面レスラーにも関わらずSNSでほとんど素顔が把握できてしまうことを反省。写真を合成すればほぼ再現できることを博多大吉が確認し証言した。なお番組恒例の禊（罰ゲーム）は後日行うとされていたが、9月25日 番組終了に伴い実行されなかった。
2018年5月23日、後楽園ホールで行われたTVアニメ「邪神ちゃんドロップキック」コラボマッチでは劇中キャラクター・ぽぽろんのコスプレで登場。覆面レスラーであるため、マスクの上からウィッグを被り試合した。
後輩の上谷沙弥には2022年7月31日の 5★STAR GP開幕戦で勝利するまでシングルで一度も勝てなかった。キッド本人も一番負けたくない相手として上谷を挙げており、2022年7月9日のワンダー・オブ・スターダム王座選手権試合で敗れた際は悔しさのあまり号泣した。

## 得意技

### フィニッシュ・ホールド
キッチャーマン
ブレーンバスターの体勢から右手で相手の右足を4の字の形で交差させて抱え込み、そのまま相手を後方へ反り投げ、ブリッジして固める変形フィッシャーマンズ・スープレックス・ホールド。キッドのオリジナル技の１つ。
トルネード・スター・スープレックス・ホールド
人工衛星ヘッドシザーズで相手に飛びついて旋回しながら相手の背後に着地して、自らの左腕で相手の右腕を掴んでダブル・チキンウィングで捕らえ、後方へ反り投げて固める腕取り式タイガー・スープレックス。
不知火
コーナーポストに向き合った形で立ち、背後に立つ相手の頭を掴んで自らの肩に乗せるような形で固定する。そのままコーナーを駆け上がり相手を飛び越えるように宙返りをし、相手の後頭部をマットにたたきつける技。
スタンディング・ムーンサルトプレス
セカンドロープ・ムーンサルトプレス
旋回式フロッグスプラッシュ
旋回式ボディ・プレス。
コーナー最上段からリング内を向いて立った状態からジャンプし、空中で側転をするような形で体の向きを変えて放つボディ・プレス。
スター・スープレックス・ホールド
自らの左腕で相手の右腕を掴んでダブル・チキンウィングで捕らえ、後方へ反り投げて固める腕取り式タイガー・スープレックス。
Eternal foe
コーナートップで相手と向かい合った状態で首をロックし、その体勢のまま自分がムーンサルトプレスを行うことで相手が強烈に背中から叩きつけられる技。フランキー・カザリアンのフラックス・キャパシターが元祖。丸藤正道の不知火・改と同型。2022年1月29日にAZMを相手に初披露。

### 2大黒虎
黒虎天罰
変形のツームストンパイルドライバー。読み方は「こっこてんばつ」。現在でも使用している。
黒虎脚殺
ストレッチマフラーの要領で相手の足を極めると同時に相手の首を自身の足でロックする関節技。読み方は「こっこきゃくさつ」。上谷沙弥を倒すための技として開発したと明かしている。現在でも使用している。

### 打撃技
エルボー
チョップ・スマッシュ
逆水平チョップ
張り手
クローズライン
ドロップキック
619
飛びつきトラースキック
通常のトラースキックはステップを踏むのが一般的だが、この技は相手を目の前にジャンプしてから右足を振り上げて相手の顔面にヒットさせる。大江戸隊時代から使用している。

### その他
ヘッドシザーズ・ホイップ
人工衛星ヘッドシザーズ
助走して相手の背後から肩口に飛びつき、相手の頭を両脚で挟みこんで相手の首を軸に体を旋回させて、その勢いを利用して投げ飛ばす。
デジャヴ
2回転式のコルバタ。
人工衛星ヘッドシザーズのように飛びつき体を旋回させて、そこから、さらに相手の肩に両腕で飛びつき旋回して相手の頭を両脚で挟んで回転の勢いを利用して投げ飛ばす。

### 投げ技
雪崩式アームホイップ
タイガー・ドライバー
スイングDDT
ライトニング・スパイラル
ファイヤーマンズキャリーの体勢で担ぎあげて持ち上げないまま自らの体ごと横方向に回転させて脳天から叩きつける。
スリング・ブレイド
自らロープの反動で助走を付けて走り込んで相手の首元に左腕で飛びつき、相手の首を支点に空中で360°旋回しながら右腕を相手の首に巻きつけて相手の後頭部をマットに叩きつける変型のランニング・ネックブリーカー。

### 組み技
キッちゃんボム
前傾姿勢の相手の腰部に後ろ向きで跨り、勢いよく前方回転して後頭部からマットに叩きつけ、そのままエビで固めてフォールを奪う、いわゆるスペル・ラナ。150cmの小柄な体格を生かし、美しい弧を描いて叩きつける。

### 関節技
テキサスクローバーホールド

### フォール技
モモ☆ラッチ
高角度後方回転エビ固めの入りから上半身を捻りながらの前方回転エビ固め。開発者である中西百重からの直接指導を受けて伝授された。

### 飛び技
ラ・ケブラーダ
ラ・ブファドーラ
“ケブラーダ”は場外に向けてのムーンサルト・アタックであり、“ブファドーラ”はリング上でのムーンサルト・アタック。どちらもロープの反動を利用している。

## タイトル歴
スターダム
- 初代フューチャー・オブ・スターダム王座
- 第21代ハイスピード王座
- 第24代ワンダー・オブ・スターダム王座
- 初代NEW BLOODタッグ王座
  - パートナーはKARMA
- 第23代ゴッデス・オブ・スターダム王座
  - パートナーは渡辺桃
- 第27、34代アーティスト・オブ・スターダム王座
  - 第27代with 鹿島沙希&渡辺桃
  - 第34代with AZM&天咲光由
- 新春ユニット対抗戦リーグ戦 優勝（2025年）

スパーク女子プロレス
- 第4代スパーク女子ワールド王座

プロレスリング・イラストレーテッド
- 2021年 PWI Women's 150 - 76位[80]
- 2022年 PWI Women's 150 - 9位[81]
- 2022年 PWI Tag Team 100 - 16位

パートナーは渡辺桃（BLACK DESIRE）
- 2023年 PWI Women's 250 - 76位[83]
- 2024年 PWI Women's 250 - 106位[84]

## 入場曲
- Shine Star
- Future Star☆
- Decided - 2021年7月から使用している現在の入場曲。

STARSのスターライト・キッドとしての新入場曲が用意されていたが、大江戸隊へ強制移動になったことでお蔵入りになったことを明かしている。現在の入場曲『Decided』を超えるものが想像できないとコメント しており、新ユニット『NEO GENESIS』結成後もお披露目される可能性は低くなった。

## メディア出演

### テレビアニメ
- キン肉マン 完璧超人始祖編（2024年9月22日、CBCテレビ・TBS系列） - 超人看護師 役[86][87][88]

### テレビ番組
- 有吉反省会（2021年4月10日、日本テレビ）[89]

番組内の禊（みそぎ）については番組終了に伴い、行われなかった。
- フィルター・ノンフィクション（2023年1月7日、テレビ朝日）[90]
- THE 夜もヒッパレ!「復活!見たい聴きたい歌いたい曲TOP10」（2025年5月24日、日本テレビ）[91]
- 上田ちゃんネル（2025年7月4日、テレビ朝日系列）

## 書籍
- 「スターライト・キッド 写真集 Changing Darkness」(2021年11月27日) ASIN B09ZV2G2MT
- 「SLK STYLE〜スターライト・キッド スタイルブック〜」（2023年5月10日）[92]